# ديزي ماي كوين
ديزي ماي كوين (بالإسبانية: Daisy May Queen)‏ هي كاتِبة أرجنتينية، ولدت في 15 سبتمبر 1965 في بوينس آيرس في الأرجنتين.

## وصلات خارجية
- ديزي ماي كوين على موقع IMDb (الإنجليزية)